# Personalfreisetzung
Die Personalfreisetzung umfasst alle „Aktivitäten, die auf die Vermeidung bzw. den Abbau von Überkapazitäten an Führungskräften bzw. Mitarbeitern abzielen“.
Dieser Begriff ist in der Vergangenheit hauptsächlich von Arbeitgebervertretern verwendet worden. Auf Kritik ist er insbesondere deshalb gestoßen, weil er einen Euphemismus darstellt, der die für Arbeitnehmer nachteiligen Folgen von Entlassungen verschleiert.
Als Beispiel für eine "sprachliche Demütigung" ist Freisetzung (im Sinne von Personalfreisetzung) bei der Wahl zum Unwort des Jahres 1994 zu einem weiteren Unwort des Jahres erklärt worden. Der Begriff Smartsourcing, in dem Zusammenhang, wie er von Josef Ackermann verwendet worden ist, wurde als Kandidat zum Unwort des Jahres für 2005 aufgestellt.

## Ursachen
Ursachen für eine Personalfreisetzung bzw. für gezielten Personalabbau können u. a. sein:
- erwartete (kurzfristige) Steigerung des Unternehmensgewinns
- konjunkturelle Entwicklung, Absatz- und Produktionsrückgang
- strukturelle Veränderungen, Standortverlegung, Reorganisation, Betriebsstilllegung, Unternehmenszusammenschluss
- saisonale Gründe
- Rationalisierungseffekte z. B. Mechanisierung und Automation
- Fehleinschätzungen des Managements
- insbesondere bei börsennotierten Unternehmen oder Übernahmekandidaten angestrebte (kurzfristige) Wertsteigerungen

Personalfreisetzung ist jedoch kein Synonym für betriebsbedingte Kündigung. Alternative Möglichkeiten der Personalfreisetzung stellen innerbetriebliche Versetzung, Maßnahmen der Personalentwicklung (Weiterbildung, Umschulung) sowie Verkürzung der Arbeitszeiten (Urlaubsplanung, Kurzarbeit) dar.